# Georg Hornstein

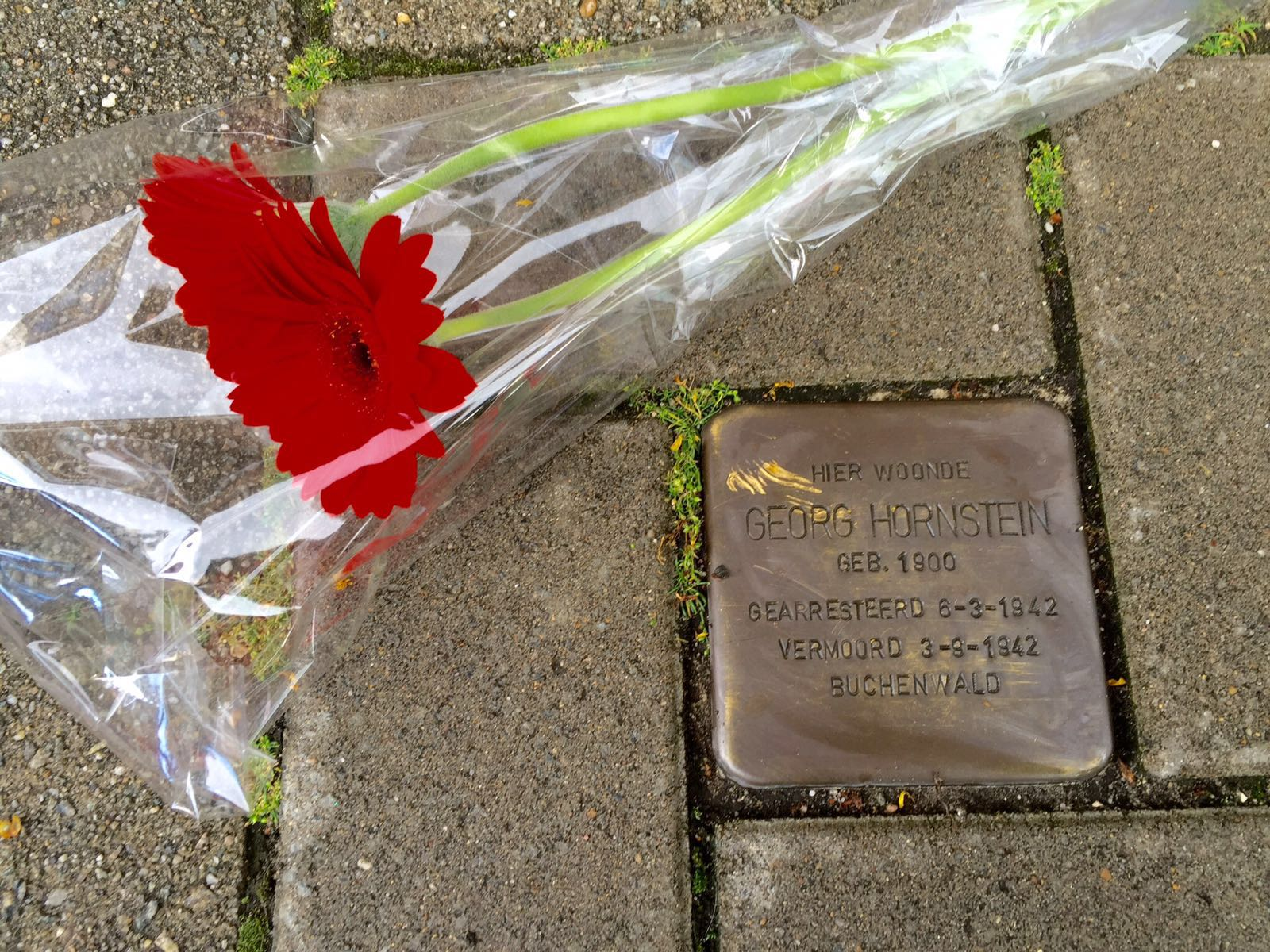
Georg Hornstein – Stolpersteine bei 65 Waalstraat, Amsterdam

Georg Hornstein (geb. 8. Dezember 1900 in Berlin; gest. 3. September 1942 im KZ Buchenwald) war ein deutsch-jüdischer Widerstandskämpfer in der Zeit des Nationalsozialismus. Sein Bekenntnis zum Judentum, das er 1942 während einer seiner Vernehmungen durch die Gestapo ablegte, wurde in der Literatur zum jüdischen Widerstand gegen das NS-Regime mehrmals thematisiert und gilt als herausragend.

## Leben
Georg Hornstein wurde als Sohn eines Kaufmanns in Berlin geboren und wuchs in Düsseldorf auf, wohin seine Familie im Jahr 1902 übersiedelte. In Düsseldorf betrieben seine Eltern auf der noblen Königsallee ein Geschäft. Hornstein machte Abitur und besuchte für kurze Zeit die Handelshochschule Köln, bis er sich gegen Ende des Ersten Weltkriegs im Januar 1918 als Kriegsfreiwilliger meldete. Er kam zunächst nach Wien und diente bis zu seiner Entlassung im November 1918 als Fähnrich in Krakau.
In der Folge setzte er seine Studien in Köln, Paris, London und Buenos Aires fort und kehrte im Jahr 1926 nach Düsseldorf zurück. Nach der Machtübernahme der Nationalsozialisten emigrierte Hornstein nach Amsterdam und baute sich dort mit einem Ledergeschäft eine Existenz auf. Mit Ausbruch des Spanischen Bürgerkrieges meldete er sich als Freiwilliger beim Rekrutierungsbüro der spanischen Armee in Barcelona. Bei den Gefechten um Madrid wurde er durch einen Kieferschuss schwer verwundet, seit September 1937 war er aber wieder bis zum April 1938 als Verbindungs-Offizier in Albacete tätig.
Danach ging er wieder in Amsterdam seiner Geschäftstätigkeit nach. Als die Nationalsozialisten während des Zweiten Weltkriegs im Mai 1940 die Niederlande besetzten, gelang es ihm noch im selben Monat, sein Geschäft zu liquidieren und sich für den Verkaufserlös Schmuckstücke und andere Wertgegenstände zuzulegen. Er schaffte es jedoch nicht mehr, die Niederlande zu verlassen und ins Ausland zu flüchten. Hornstein wurde durch die Sicherheitspolizei festgenommen und in das Düsseldorfer Polizeigefängnis verbracht, wo er zunächst inhaftiert blieb und zudem gefoltert wurde. Während einer seiner dortigen Vernehmungen durch die Gestapo legte Hornstein im Januar 1942 ein Bekenntnis zu seinem Judentum ab:

„Ich besitze zwar die deutsche Staatsangehörigkeit und gelte nach den Buchstaben des Gesetzes als deutscher Staatsangehöriger. Als Jude habe ich jedoch praktisch alle Rechte in Deutschland verloren und war darum bemüht, mir eine neue Heimat zu suchen … […] … Als Jude habe ich [in Spanien] für meine Überzeugung und meine Lebensrechte gekämpft. Ich betrachte mich unter den gegebenen Umständen nicht mehr als deutschen Staatsangehörigen und würde jede mir gegebene Gelegenheit benutzen, eine neue Staatsangehörigkeit zu erwerben, wie ich auch als Jude jederzeit bereit wäre, für meine Lebensrechte zu kämpfen. Weitere Angaben habe ich nicht zu machen.“

Aufgrund der Vernehmungen und Einschätzungen der damaligen deutschen Machthaber wurde Hornstein mit Schutzhaftbefehl vom 6. März 1942 in Schutzhaft der Stufe drei genommen (Einstufung als „besonders gefährlicher Gegner“) und in das KZ Buchenwald überstellt, wo er am 7. Mai 1942 ankam. Dort war er unter ständiger Beobachtung und durfte nicht bei Arbeiten der Außenkommandos beschäftigt werden. Inzwischen wurde seine Mutter Hulda Hornstein aus Düsseldorf am 21. Juli 1942 nach Theresienstadt deportiert.
Am 3. September 1942 wurde Georg Hornstein in Buchenwald durch Angehörige der SS getötet.